# Чеснов, Ян Вениаминович
Ян Вениами́нович Чесно́в (16 октября 1937, Грозный — 28 декабря 2014, Дедовск) — советский и российский этнограф, специалист по истории и культуре народов Индокитая, а также чеченцев и абхазов. Кандидат исторических наук, профессор.

## Биография
В 1961 году окончил исторический факультет Московского университета. 
В 1965 году защитил диссертацию на соискание учёной степени кандидата исторических наук по теме «Хозяйство и материальная культура горных кхмеров Восточного Индокитая».
С 1965 года научный сотрудник Института этнографии АН СССР. В 1999—2001 годах профессор Университета Российской академии образования. С 2001 года ведущий научный сотрудник Института человека РАН, вошедшего в 2005 году в состав Института философии.

## Основные работы
- Историческая этнография стран Индокитая. — М.: Главная редакция восточной литературы, 1976. — 300 с. (на нем. языке нем. Historische Ethnographie der Lander Indochinas, Берлин, 1985).
- Концепция этнической общности в работах Э. Лича // Этнологические исследования за рубежом. — М., 1973.
- Теория «культурных областей» в американской этнографии // Концепции зарубежной этнологии. — М., 1978.
- О принципах типологии традиционно-бытовой культуры // Проблемы типологии в этнографии. — М., 1979.
- Об этнической специфике хозяйственно-культурных типов // Этнос в доклассовом и раннекласовом обществе. — М., 1983.
- Дракон: метафора внешнего мира // Мифы, культы, обряды народов зарубежной Азии / Отв. ред. Н. Л. Жуковская. — М.: Главная редакция восточной литературы, 1986. — С. 59–72.
- Шаг Майтрейи: некоторые вопросы изучения кинесики // Этнографическое изучение языка культуры. — Л., 1989.
- Герменевтический подход и происхождение смеха // Этнографическое обозрение. — 1996. — № 1.
- Чеченская цивилизация // Антропология и археология Евразии (на англ. яз.) Зима 1995—1996. — Т. 34. — № 3 (Ислам — версия христианства?).
- Лекции по исторической этнологии. М., 1998.
- Телесность человека: философско-антропологическое понимание. М.: Институт философии РАН, 2007. — 213 с.